# Liste der Bischöfe von Meaux
Die folgenden Personen waren Bischöfe des Bistums Meaux (Frankreich):
- um 350: Heiliger Saintin
- Heiliger (?) Antonin(estus)
- Mansuet(us)
- Modestus (oder Modeste)
- Acher(us)
- Riolus (oder Rieul)
- Promer(us)
- Primit(us)
- Principius (oder Principe)
- Heiliger Rigomer
- Crescent(ius)
- Anius
- Praesidius
- Promissus
- um 549–um 552: Médovée
- Eden(us)
- Baudowald (oder Baudoald)
- um 614–um 625: Gondoald
- um 626–28. Oktober 672: Heiliger Faro (Burgundofarones)
- um 672–680: Heiliger Hildevert
- um 685?: Herling(us)
- Heiliger Patusius (oder Pathus)
- Heiliger Ebrigisilus (Ebregisil(e))
- Heldoaldus (oder Edold)
- Adolf (oder Adolphe, Adulfe)
- Ragemarus (oder Ragaminat)
- Sigenold(us)
- Erlaureus
- Aichidener (oder Aidener)
- um 744–757: Romain
- 757–769: Wulfran
- Brumer
- um 800–um 823: Hildric
- um 823–um 854: Hubert I.
- 854–um 875: Hildegaire
- um 875–um 880: Ragenfridus (oder Rainfroy)
- um 887: Segemont
- um 900: Ingelran (oder Enguerrand)
- um 909: Hubert II.
- Agon
- um 936: Rothard
- um 947: Gildric(us)
- um 962: Agerac
- um 986: Erchenrad (oder Archenrad)
- um 990–1009: Heiliger Gilbert (siehe Haus Beaumont-sur-Oise)
- um 1017–um 1026: Macaire
- um 1028–um 1029: Bernier
- Dagobert
- um 1045–19. Oktober 1082: Gauthier I. Saveyr
- 1082–um 1083: Robert I.
- 1085–26. Juli 1102: Gauthier II. de Chambly
- 1103–13. Januar 1128: Manassé (oder Manasses) I. de Cornillon
- 1128–4. Januar 1134: Burchard (oder Burcard)
- 1134–23. April 1158: Manassé (oder Manasses) II. de Cornillon
- 1158–1161: Renaud
- 1161–7. September 1161: Hugues
- 1162–1171: Étienne de la Chapelle (Le Riche)
- 1172–1174: Pierre I., Kardinal von Saint-Chrysogone
- um 1175: Pierre II.
- 1177–um 1195: Simon I. de Lizy
- 1197–1207: Anseau de Garlande
- 1208–1213: Geoffroi de Tressy
- 1214–19. August 1221: Guillaume I. de Nemours (Le Riche)
- 1221–1223: Amaury
- 1223–1255: Pierre III. de Cuisy
- 1255–12. Oktober 1267: Alerme (Aleaume ?) de Cuisy
- 1267–27. Oktober 1269: Jean I. de Poincy
- 1269–1272: Jean II. de Garlande
- 1274: Eude
- 1274–um 1288: Jean III.
- um 1289–12. Februar 1297: Adam de Vaudoy
- 8. Januar 1298–1300: Jean IV. de la Grange
- 1301–12. Februar 1304: Jean V. de Montrolles
- 1304–18. April 1308: Nicolas Volé
- 18. Oktober 1308–30. Dezember 1317: Simon II. Festu
- 1. März 1318–März 1321: Guillaume II. de la Brosse (Haus Brosse)
- 11. März 1321–16. Oktober 1325: Pierre IV. Jean de Moussy
- 29. März 1326–10. September 1334: Durandus von St. Pourçain
- 26. November 1334–1350: Jean VI. de Meulan
- 1351–9. Juni 1361: Philippe de Vitry
- 2. Februar 1363–Juli 1377: Jean VII. Royer
- 1377–31. Oktober 1390: Guillaume III. de Dormans
- 10. November 1391–20. August 1409: Pierre Fresnel
- 20. August 1409–20. September 1418: Jean VIII. de Sain(t)s
- 10. Juli 1419–19. Januar 1426: Robert II. de Girème
- 8. April 1426–17. August 1435: Jean IX. de Briou (oder de Boiry)
- 7. Dezember 1435–9. Oktober 1439: Pasquier des Vaux
- 9. Oktober 1439–11. November 1446: Pierre de Versailles
- Dezember 1447–22. Juni 1458: Jean X. Le Meunier
- März 1459–17. Mai 1473: Jean XI. du Drac
- 26. Oktober 1473–September 1474: Tristan de Salasar
- 5. April 1475–13. Mai 1483: Louis I. de Melun (Haus Melun)
- 7. August 1483–21. September 1500: Jean XII. Lhuillier
- 3. Januar 1501–2. September 1510: Jean XIII. de Pierrepont
- 19. März 1511–Januar 1512: Louis II. Pinelle
- 19. März 1516–24. Januar 1534: Guillaume IV. Briçonnet
- 5. Mai 1534–9. Juli 1535: Antoine Kardinal Duprat (auch Erzbischof von Sens)
- 13. August 1535–9. Oktober 1552: Jean XIV. de Buz
- 1. April 1554–5. August 1564: Louis III. de Brezé
- 5. August 1564–1570: Jean du Tillet
- 3. April 1571–15. September 1589: Louis III. de Brezé (2. Mal)
- 1603–1623: Jean XVI. de Vieupont
- 1624–1637: Jean XVII de Belleau
- 1637–1659: Dominique Séguier
- 1659–1681: Dominique II. de Ligny
- 1681–1704: Jacques Bénigne Bossuet
- 1704–1737: Henri Pons Kardinal de Thiard de Bissy
- 1737–1759: Antoine-René de La Roche-Fontenille
- 1759–1779: Jean-Louis de la Marthonie de Caussade
- 1779–1790: Camille-Louis-Apollinaire de Polignac (Haus Chalençon)
- 1791–1793: Pierre Thuin
- 1802–1805: Louis-Mathias de Barral (dann Erzbischof von Tours)
- 1805–1819: Jean-Paul Faudoas
- 1819–1830: Jean-Joseph-Marie-Victoire de Cosnac (dann Erzbischof von Sens (-Auxerre))
- 1830–1839: Romain-Frédéric Gallard (dann Koadjutor-Erzbischof von Reims)
- 1839–1884: Auguste Allou
- 1884–1909: Emmanuel-Marie-Ange de Briey
- 1910–1921: Emmanuel-Jules-Marie Marbeau
- 1921–1931: Louis-Joseph Gaillard (dann Erzbischof von Tours)
- 1932–1936: Frédéric Edouard Camille Lamy (dann Erzbischof von Sens (-Auxerre))
- 1937–1942: Joseph Evrard
- 1942–1961: Georges-Louis-Camille Debray
- 1961–1973: Jacques Ménager (dann Erzbischof von Reims)
- 1974–1986: Louis Kuehn
- 1986–1987: Guy Étienne Germain Gaucher, O.C.D. (dann Weihbischof von Bayeux)
- 1987–1999: Louis Pierre Joseph Cornet
- 1999–2012: Albert-Marie Joseph Cyrille de Monléon, O.P.
- seit 2012: Jean-Yves Nahmias